# Lasioglossum fernandezis
Lasioglossum fernandezis är en biart som beskrevs av Engel 2000. Lasioglossum fernandezis ingår i släktet smalbin, och familjen vägbin. Inga underarter finns listade i Catalogue of Life.